# Alburnett
Alburnett és una població dels Estats Units a l'estat d'Iowa. Segons el cens del 2000 tenia 559 habitants.

## Demografia
Segons el cens del 2000, Alburnett tenia 559 habitants, 199 habitatges, i 152 famílies. La densitat de població era de 251 habitants per km².
Dels 199 habitatges en un 47,7% hi vivien nens de menys de 18 anys, en un 62,8% hi vivien parelles casades, en un 10,6% dones solteres, i en un 23,6% no eren unitats familiars. En el 21,6% dels habitatges hi vivien persones soles el 10,1% de les quals corresponia a persones de 65 anys o més que vivien soles. El nombre mitjà de persones vivint en cada habitatge era de 2,81 i el nombre mitjà de persones que vivien en cada família era de 3,32.
Per edats la població es repartia de la següent manera: un 34,5% tenia menys de 18 anys, un 6,4% entre 18 i 24, un 29,7% entre 25 i 44, un 19,7% de 45 a 60 i un 9,7% 65 anys o més.
L'edat mediana era de 32 anys. Per cada 100 dones de 18 o més anys hi havia 96,8 homes.
La renda mediana per habitatge era de 54.464 $ i la renda mediana per família de 61.094 $. Els homes tenien una renda mediana de 41.442 $ mentre que les dones 26.083 $. La renda per capita de la població era de 19.815 $. Entorn del 3,2% de les famílies i el 4,8% de la població estaven per davall del llindar de pobresa.

## Poblacions més properes
El següent diagrama mostra les poblacions més properes.